# Abdachung
Die Abdachung bezeichnet in der Geomorphologie die (natürliche oder künstliche) Neigung/Schräge einer Geländefläche als Landform oder anders formuliert: die Gefällerichtung einer Fläche.
Die Abdachung bezeichnet kleinskalig die Hangneigung, mittelskalig z. B. einen Abbruch einer Schichtstufe und großskalig z. B. einen Steilhang. Der Abdachung folgt das Flusssystem. Die der großskaligen Abdachung folgenden Fließgewässer bezeichnet man als konsequente Flüsse.
Orographisch bezeichnet die Gebirgsabdachung – etwa südliche Gebirgsabdachung, Ostabdachung, pazifische Gebirgsabdachung u. ä. – eine gesamte „Seite“ eines Gebirges, beziehungsweise die überwiegende Ausrichtung der so bezeichneten Hänge.